# Austrarchaea raveni
Espèce
Austrarchaea raveni est une espèce d'araignées aranéomorphes de la famille des Archaeidae.

## Distribution
Cette espèce est endémique du Queensland en Australie. Elle se rencontre dans les monts Glorious, Nebo et Mee dans la chaîne D'Aguilar.

## Description
Le mâle holotype mesure 2,90 mm et la femelle paratype 3,05 mm.

## Étymologie
Cette espèce est nommée en l'honneur de Robert John Raven.

## Publication originale
- Rix & Harvey, 2011 : Australian assassins, Part I: A review of the assassin spiders (Araneae, Archaeidae) of mid-eastern Australia. ZooKeys, no 123, p. 1-100 (texte intégral).